# Seattle Seahawks 2019
La stagione 2019 dei Seattle Seahawks è stata la 44ª della franchigia nella National Football League, la 18ª giocata nel CenturyLink Field (precedentemente conosciuto come Qwest Field) e la decima con Pete Carroll come capo-allenatore.
Per la prima volta dal 2009, Earl Thomas non giocò per Seahawks, avendo firmato come free agent con i Baltimore Ravens. Thomas era rimasto l'ultimo membro originario della difesa soprannominata Legion of Boom. Fu anche la prima volta dal 2010 senza il wide receiver Doug Baldwin, svincolato dopo avere fallito un test fisico assieme alla strong safety Kam Chancellor. Baldwin annunciò il ritiro tre giorni dopo.
Il 3 ottobre 2019, il proprietario dei Seahawks Paul Allen fu introdotto postumamente nel Seattle Seahawks Ring of Honor prima della vittoria per 30–29 contro i Los Angeles Rams nell'anticipo del giovedì notte.
Dopo avere iniziato la stagione con un record di 10–2, la squadra perse tre delle ultime quattro partite. Con la vittoria della settimana 15 sui Carolina Panthers, i Seahawks migliorarono il loro record di 10–6 della stagione precedente. Più tardi una sconfitta dei Rams diede la matematica certezza dei playoff per la settima volta nelle ultime otto stagioni. Nei playoff, i Seahawks batterono i campioni della NFC East, i Philadelphia Eagles, 17–9 nel Wild Card round ma persero 28–23 contro i Green Bay Packers nel Divisional round.
Questa stagione fu degna di nota per il ritorno dell'ex running back dei Seahawks Marshawn Lynch a causa della serie di infortuni che colpirono il reparto.

## Scelte nel Draft 2019
| Scelte dei Seahawks nel Draft 2019 |        |                    |       |               |
| Giro                               | Scelta | Giocatore          | Ruolo | College       |
| 1                                  | 29     | L.J. Collier       | DE    | TCU           |
| 2                                  | 47     | Marquise Blair     | S     | Utah          |
| 2                                  | 64     | D.K. Metcalf       | WR    | Ole Miss      |
| 3                                  | 88     | Cody Barton        | LB    | Utah          |
| 4                                  | 120    | Gary Jennings Jr.  | WR    | West Virginia |
| 4                                  | 124    | Phil Haynes        | G     | Wake Forest   |
| 4                                  | 132    | Ugo Amadi          | CB    | Oregon        |
| 5                                  | 142    | Ben Burr-Kirven    | LB    | Washington    |
| 6                                  | 204    | Travis Homer       | RB    | Miami         |
| 6                                  | 209    | Demarcus Christmas | DT    | Florida State |
| 7                                  | 236    | John Ursua         | WR    | Hawaii        |

## Staff
| Staff dei Seattle Seahwaks nel 2019 |
| --- |
| Organi dirigenziali - Proprietario: Fondo di Paul Allen - Presidente: Peter McLoughlin - General Manager: John Schneider Capo allenatore - Pete Carroll - Assistente/Difesa/Linebacker - Micheal Barrow Altri allenatori - Preparatore atletico – Chris Carlisle - Assistente – Mondray Gee - Assistente – Jamie Yancher Allenatori dell'attacco - Coordinatore offensivo: Brian Schottenheimer - Quarterback: Dave Canales - Assistente Quarterback: Will Harriger - Running Back: Chad Morton - Wide Receiver: Nate Carroll - Tight End: Pat McPherson - Offensive line: Mike Solari - Assistente della Offensive Line: Brennan Carroll - Assistente attacco – Lemuel Jeanpierre Allenatori della difesa - Coordinatore difensivo: Ken Norton Jr. - Defensive Line - Clint Hurtt - Assistente Defensive Line – Dwaine Board - Assistente Linebacker – John Glenn - Secondaria – Nick Sorensen - Defensive Back – Andre Curtis - Assistente Defensive Back – Ricky Manning Jr. - Assistente difesa senior – Travis Jones - Controllo qualità/difesa – Tom Donatell Allenatori dello special team - Coordinatore special team: Brian Schneider - Assistente special team: Heath Farwell |

## Roster
| Roster dei Seattle Seahawks nel 2019 |
| --- |
| Quarterback - 7 Geno Smith - 3 Russell Wilson Running Back - 44 Nick Bellore FB - 25 Travis Homer - 24 Marshawn Lynch - 34 Robert Turbin Wide Receiver - 18 Jaron Brown - 16 Tyler Lockett - 14 D.K. Metcalf - 83 David Moore - 17 Malik Turner - 15 John Ursua Tight End - 48 Jacob Hollister - 82 Luke Willson Offensive Linemen - 68 Justin Britt C - 76 Duane Brown T - 74 George Fant T - 78 D.J. Fluker G - 53 Joey Hunt C - 65 Germain Ifedi T - 70 Mike Iupati G - 73 Jamarco Jones T Defensive Linemen - 94 Ezekiel Ansah DE - 90 Jadeveon Clowney DE - 95 L.J. Collier DE - 97 Poona Ford DT - 98 Rasheem Green DE - 93 Branden Jackson DE - 99 Quinton Jefferson DT - 91 Jarran Reed DT Linebacker - 57 Cody Barton MLB - 55 Ben Burr-Kirven MLB - 49 Shaquem Griffin OLB - 56 Mychal Kendricks OLB - 54 Bobby Wagner MLB - 50 K.J. Wright OLB Defensive Back - 28 Ugo Amadi FS - 27 Marquise Blair SS - 37 Quandre Diggs SS - 21 Tre Flowers CB - 26 Shaquill Griffin CB - 42 Lano Hill SS - 36 Akeem King CB - 30 Bradley McDougald FS - 24 Jamar Taylor CB - 33 Tedric Thompson FS - 23 Neiko Thorpe CB Special Team - 4 Michael Dickson P - 5 Jason Myers K - 69 Tyler Ott LS Lista delle riserve - 1 Jeremy Boykins CB (IR) - 68 Justin Britt C (IR) - 32 Chris Carson RB (IR) - 38 Adam Choice RB (IR) - 67 Demarcus Christmas DT (PUP) - 84 Ed Dickson TE (IR) - 88 Will Dissly TE (IR) - 52 Emmanuel Ellerbee OLB (IR) - 10 Josh Gordon WR (Sospeso) - 86 Justin Johnson TE (IR) - 92 Nazair Jones DE (IR) - 63 Demetrius Knox G (IR) - 20 Rashaad Penny RB (IR) - 22 C.J. Prosise RB (IR) - 39 Kalan Reed CB (IR) - 66 Jordan Simmons G (IR) - 33 Tedric Thompson FS (IR) - 23 Neiko Thorpe CB (IR) - 72 Al Woods DT (Sospeso) Squadra di allenamento - 37 Brian Allen CB - 59 Malik Carney LB - 38 Adrian Colbert FS - 61 Kyle Fuller G - 10 Penny Hart WR - 62 Kahlil McKenzie G - 35 Ryan Neal S - 34 Linden Stephens CB - 46 Tyrone Swoopes TE - 75 Chad Wheeler T 53 attivi, 13 inattivi, 9 nella squadra di allenamento |
| Legenda - I rookie sono in corsivo. - Il primo ruolo è il principale mentre gli eventuali successivi indicano i ruoli secondari. - (IR) sta per Injured Reserve ed indica la lista ristretta per un solo giocatore infortunato che può tornare ad allenarsi dopo la settimana 6 e a rientrare in prima squadra dopo che questa ha giocato 8 partite. - (NF-Inj.) / (NF-Ill.) stanno rispettivamente per Non-Football Injured e Non-Football Illness ed indicano le liste dove viene inserito un giocatore che ha un infortunio o una malattia non dipendente dal football americano. - (PUP) sta per Physically Unable to Perform ed indica la lista dove viene inserito un giocatore mentre è in attesa di recuperare la condizione fisica. Nella stagione regolare dopo la sesta partita giocata dalla propria squadra, il giocatore ha tempo tre settimane per riprendere ad allenarsi, più tre settimane aggiuntive dal suo rientro agli allenamenti per rientrare in prima squadra. |

## Partite

### Pre-stagione
| Pre-stagione |           |           |                         |           |        |                            |      |         |
| Turno        | Data      | Ora       | Avversario              | Risultato | Record | Stadio                     | TV   | Sintesi |
| 1            | 8 agosto  | 7:00 p.m. | Denver Broncos          | V 22-14   | 1-0    | CenturyLink Field          | KCPQ | Recap   |
| 2            | 18 agosto | 5:00 p.m. | at Minnesota Vikings    | S 19–25   | 1–1    | U.S. Bank Stadium          | Fox  | Recap   |
| 3            | 24 agosto | 7:00 p.m. | at Los Angeles Chargers | V 23–15   | 2–1    | Dignity Health Sports Park | KCPQ | Recap   |
| 4            | 29 agosto | 7:00 p.m. | Oakland Raiders         | V 17–15   | 3–1    | CenturyLink Field          | KCPQ | Recap   |

### Stagione regolare
| Stagione regolare |                    |                    |                        |                    |                    |                               |                    |                    |
| Turno             | Data               | Ora                | Avversario             | Risultato          | Record             | Stadio                        | TV                 | Sintesi            |
| 1                 | 8 settembre        | 1:05 p.m.          | Cincinnati Bengals     | V 21–20            | 1–0                | CenturyLink Field             | CBS                | Recap              |
| 2                 | 15 settembre       | 10:00 a.m.         | at Pittsburgh Steelers | V 28–26            | 2–0                | Heinz Field                   | Fox                | Recap              |
| 3                 | 22 settembre       | 1:25 p.m.          | New Orleans Saints     | S 27–33            | 2–1                | CenturyLink Field             | CBS                | Recap              |
| 4                 | 29 settembre       | 1:05 p.m.          | at Arizona Cardinals   | V 27–10            | 3–1                | State Farm Stadium            | Fox                | Recap              |
| 5                 | 3 ottobre          | 5:20 p.m.          | Los Angeles Rams       | V 30–29            | 4–1                | CenturyLink Field             | Fox/NFLN           | Recap              |
| 6                 | 13 ottobre         | 10:00 a.m.         | at Cleveland Browns    | V 32–28            | 5–1                | FirstEnergy Stadium           | Fox                | Recap              |
| 7                 | 20 ottobre         | 1:25 p.m.          | Baltimore Ravens       | S 16–30            | 5–2                | CenturyLink Field             | Fox                | Recap              |
| 8                 | 27 ottobre         | 10:00 a.m.         | at Atlanta Falcons     | V 27–20            | 6–2                | Mercedes-Benz Stadium         | Fox                | Recap              |
| 9                 | 3 novembre         | 1:05 p.m.          | Tampa Bay Buccaneers   | V 40–34 (DTS)      | 7–2                | CenturyLink Field             | Fox                | Recap              |
| 10                | 11 novembre        | 5:15 p.m.          | at San Francisco 49ers | V 27–24 (DTS)      | 8–2                | Levi's Stadium                | ESPN/KIRO          | Recap              |
| 11                | Settimana di pausa | Settimana di pausa | Settimana di pausa     | Settimana di pausa | Settimana di pausa | Settimana di pausa            | Settimana di pausa | Settimana di pausa |
| 12                | 24 novembre        | 1:00 a.m.          | at Philadelphia Eagles | V 17–9             | 9–2                | Lincoln Financial Field       | Fox                | Recap              |
| 13                | 2 dicembre         | 5:20 p.m.          | Minnesota Vikings      | V 37–30            | 10–2               | CenturyLink Field             | ESPN               | Recap              |
| 14                | 8 dicembre         | 5:20 p.m.          | at Los Angeles Rams    | S 12–28            | 10–3               | Los Angeles Memorial Coliseum | NBC                | Recap              |
| 15                | 15 dicembre        | 10:00 a.m.         | at Carolina Panthers   | V 30–24            | 11–3               | Bank of America Stadium       | Fox                | Recap              |
| 16                | 22 dicembre        | 1:25 p.m.          | Arizona Cardinals      | S 13–27            | 11–4               | CenturyLink Field             | Fox                | Recap              |
| 17                | 29 dicembre        | 1:25 p.m.          | San Francisco 49ers    | S 21–26            | 11–5               | CenturyLink Field             | Fox                | Recap              |

Note
- Gli avversari della propria division sono in grassetto.

### Playoff
| Playoff    |                 |                            |           |        |                         |         |
| Turno      | Data            | Avversario (seed)          | Risultato | Record | Stadio                  | Sintesi |
| Wild Card  | 5 gennaio 2020  | at Philadelphia Eagles (4) | V 22–24   | 1–0    | Lincoln Financial Field | Recap   |
| Divisional | 12 gennaio 2020 | at Green Bay Packers (2)   | S 23–28   | 1–1    | Lambeau Field           | Recap   |

## Classifiche

### Division
| NFC West            | NFC West | NFC West | NFC West | NFC West | NFC West | NFC West | NFC West | NFC West |
| vedi • disc. • mod. | V        | S        | P        | PCT      | DIV      | CONF     | PF       | PS       |
| ------------------- | -------- | -------- | -------- | -------- | -------- | -------- | -------- | -------- |
| San Francisco 49ers | 13       | 3        | 0        | .813     | 5-1      | 10-2     | 479      | 310      |
| Seattle Seahawks    | 11       | 5        | 0        | .688     | 3-3      | 8-4      | 405      | 398      |
| Los Angeles Rams    | 9        | 7        | 0        | .563     | 3-3      | 7-5      | 394      | 364      |
| Arizona Cardinals   | 5        | 10       | 1        | .344     | 1-5      | 3-8-1    | 361      | 442      |
|                     |          |          |          |          |          |          |          |          |
|                     |          |          |          |          |          |          |          |          |

### Conference
| National Football Conference           | National Football Conference | National Football Conference | National Football Conference | National Football Conference | National Football Conference | National Football Conference | National Football Conference | National Football Conference | National Football Conference | National Football Conference |
| Pos.                                   | Squadra                      | Division                     | V                            | S                            | P                            | PCT                          | DIV                          | CONF                         | SOS                          | SOV                          |
| Capolista di Division                  | Capolista di Division        | Capolista di Division        | Capolista di Division        | Capolista di Division        | Capolista di Division        | Capolista di Division        | Capolista di Division        | Capolista di Division        | Capolista di Division        | Capolista di Division        |
| -------------------------------------- | ---------------------------- | ---------------------------- | ---------------------------- | ---------------------------- | ---------------------------- | ---------------------------- | ---------------------------- | ---------------------------- | ---------------------------- | ---------------------------- |
| 1                                      | San Francisco 49ers          | West                         | 8                            | 0                            | 0                            | 1.000                        | 2-0                          | 5-0                          | .341                         | .341                         |
| 2                                      | New Orleans Saints           | South                        | 7                            | 1                            | 0                            | .875                         | 1-0                          | 5-1                          | .522                         | .508                         |
| 3                                      | Green Bay Packers            | North                        | 7                            | 2                            | 0                            | .778                         | 3-0                          | 4-1                          | .513                         | .517                         |
| 4                                      | Dallas Cowboys               | East                         | 5                            | 3                            | 0                            | .625                         | 4-0                          | 4-2                          | .377                         | .250                         |
| Wild Card                              |                              |                              |                              |                              |                              |                              |                              |                              |                              |                              |
| 5                                      | Minnesota Vikings            | West                         | 7                            | 2                            | 0                            | .778                         | 2-0                          | 4-1                          | .418                         | .307                         |
| 6                                      | Seattle Seahawks             | North                        | 6                            | 3                            | 0                            | .667                         | 1-2                          | 5-2                          | .422                         | .324                         |
| In corsa per i play-off                |                              |                              |                              |                              |                              |                              |                              |                              |                              |                              |
| 7                                      | Los Angeles Rams             | West                         | 5                            | 3                            | 0                            | .625                         | 0-2                          | 3-3                          | .492                         | .375                         |
| 8                                      | Carolina Panthers            | South                        | 5                            | 3                            | 0                            | .625                         | 1-1                          | 2-3                          | .507                         | .443                         |
| 9                                      | Philadelphia Eagles          | East                         | 5                            | 4                            | 0                            | .556                         | 1-1                          | 3-4                          | .447                         | .429                         |
| 10                                     | Detroit Lions                | North                        | 3                            | 4                            | 1                            | .438                         | 0-2                          | 2-2-1                        | .528                         | .407                         |
| 11                                     | Arizona Cardinals            | West                         | 3                            | 5                            | 1                            | .389                         | 0-2                          | 2-4-1                        | .534                         | .120                         |
| 12                                     | Chicago Bears                | North                        | 3                            | 5                            | 0                            | .375                         | 1-1                          | 2-3                          | .529                         | .370                         |
| 13                                     | Tampa Bay Buccaneers         | South                        | 2                            | 6                            | 0                            | .250                         | 1-2                          | 2-5                          | .642                         | .625                         |
| 14                                     | New York Giants              | East                         | 2                            | 7                            | 0                            | .222                         | 1-2                          | 2-5                          | .526                         | .176                         |
| 15                                     | Atlanta Falcons              | South                        | 1                            | 7                            | 0                            | .125                         | 0-0                          | 1-4                          | .593                         | .556                         |
| 16                                     | Washington Redskins          | East                         | 1                            | 8                            | 0                            | .111                         | 0-3                          | 0-6                          | .579                         | .125                         |
| Criteri di spareggio                   |                              |                              |                              |                              |                              |                              |                              |                              |                              |                              |
| 1.                                     |                              |                              |                              |                              |                              |                              |                              |                              |                              |                              |
| Legenda                                |                              |                              |                              |                              |                              |                              |                              |                              |                              |                              |
| w — wild card ottenuta                 |                              |                              |                              |                              |                              |                              |                              |                              |                              |                              |
| x — partecipazione ai playoff ottenuta |                              |                              |                              |                              |                              |                              |                              |                              |                              |                              |
| y — campioni di division               |                              |                              |                              |                              |                              |                              |                              |                              |                              |                              |
| z — salto del primo turno di play-off  |                              |                              |                              |                              |                              |                              |                              |                              |                              |                              |
| * — vantaggio del campo ottenuto       |                              |                              |                              |                              |                              |                              |                              |                              |                              |                              |

## Premi

### Premi settimanali e mensili
- Russell Wilson:

giocatore offensivo della NFC della settimana 2
giocatore offensivo della NFC della settimana 9
quarterback della settimana 9
- D.K. Metcalf:

rookie della settimana 9
- Jadeveon Clowney:

difensore della NFC della settimana 10

## Leader della squadra
| Leader della squadra   |                         |            |
| Categoria              | Giocatore               | N.         |
| Yard passate           | Russell Wilson          | 4.110 yard |
| Touchdown passati      | Russell Wilson          | 31         |
| Yard corse             | Chris Carson            | 1.230 yard |
| Touchdown su corsa     | Chris Carson            | 7          |
| Yard ricevute          | Tyler Lockett           | 1.057 yard |
| Touchdown su ricezione | Tyler Lockett           | 8          |
| Tackle totali          | Bobby Wagner            | 159†       |
| Sack                   | Rasheem Green           | 4,0        |
| Intercetti             | Tre Flowers K.J. Wright | 3          |
| Punti segnati          | Jason Myers             | 109 punti  |

† Leader della NFL